# Tamara Glynn
Pour les articles homonymes, voir Glynn.
Tamara Glynn est une actrice américaine.

## Filmographie

### Cinéma
- 1989 : Halloween 5 : La Revanche de Michael Myers : Samantha Thomas
- 2001 : Daddy and Them de Billy Bob Thornton : Tammy
- 2015 : Howl of a Good Time : Tammy
- 2017 :  Charlotte : Simone (segment "Howl of a Good Time")
- 2020 :  Morris : Amelia
- 2020 : Monster Killers : Simone
- 2020 : Teacher Shortage : Linda
- 2021 : Deadly Night Out : Lisa
- 2021 : Strix : Calissa
- 2021 : Realm of Shadows : Olivia
- 2021 : The Dark Offerings : Christine Phillips
- 2022 : Terrifier 2 : Une mère au magasin
- 2022 : Friday the 13th Vengeance 2: Bloodlines : Lauren
- 2022 : Morris : Amelia
- 2023 : Protege Moi : Mortrid
- 2023 : Stranded : Virginia
- 2024 : Creep Encounters : Debbie Spencer

### Télévision
- 1988 : Quoi de neuf, docteur? (série TV) (1 épisode) : Susan Fryman
- 1988 : Life on the Flipside : Fille #2
- 1989 : Freddy, le cauchemar de vos nuits (série TV) (1 épisode) : Linda
- 1989 : Côte ouest (série TV) (1 épisode) (S10.Ep26) : Tami
- 1989 : Deux flics à Miami (série TV) (1 épisode) : La jeune femme
- 1990 : A Brand New Life (série TV) (1 épisode)
- 1991 : Super Force (série TV) (1 épisode) (S2.Ep9 et 10) : Nikki Phillips
- 2021-2022  : Stuck (série TV) (7 épisodes) : Crystal
- 2022  : Bocca Witches (série TV) (4 épisodes) : Faith Storm